# Bactrocera fulvifacies
Bactrocera fulvifacies är en tvåvingeart som först beskrevs av Perkins 1939.  Bactrocera fulvifacies ingår i släktet Bactrocera och familjen borrflugor.
Artens utbredningsområde är Nya Kaledonien. Inga underarter finns listade.